# Yu Jianrong
Yu Jianrong (en chino, 于建嵘; pinyin, Yú Jiànróng, nacido en 1962) es un influyente investigador y sociólogo de la Academia China de Ciencias Sociales especializado en el mundo rural. El 25 de enero de 2011 abrió una cuenta en la red social Sina Weibo para que los internautas pudieran publicar imágenes de niños pidiendo en las ciudades y ayudar de esta forma a sus padres a poder localizarles.
En 2012, se informó de que Yu Jianrong había hecho unas amplias propuestas de reformas políticas y económicas en un artículo titulado: “Esbozo de 10 Años de Desarrollo Social y Político de China”.
En noviembre de 2012, la revista Foreign Policy incluyó a Yu Jianrong en su lista de Top 100 Pensadores Globales "por su atrevimiento para ser específico en cómo cambiar China".